# Selbstschutz
Selbstschutz è il nome dato a diverse unità di autoprotezione etnico-tedesche, formate sia dopo la prima guerra mondiale che nel periodo precedente alla seconda guerra mondiale.

## Storia
La prima incarnazione delle Selbstschutz fu un'organizzazione paramilitare tedesca formata dopo la prima guerra mondiale per i tedeschi etnici che vivevano fuori dalla Germania nei territori occupati dalla Germania e dall'Austria-Ungheria in seguito alla conclusione del trattato di Brest-Litovsk. Lo scopo di queste unità era proteggere le comunità etniche tedesche locali e, indirettamente, servire gli interessi di sicurezza tedeschi nell'Ucraina meridionale. Un'altra versione del concetto delle Selbstschutz si realizzò in Slesia, dove mirava a restituire alla Germania i territori a maggioranza polacca ceduti dopo la rinascita della Polonia. Nel 1921, le unità Selbstschutz presero parte alle lotte contro i polacchi nella terza rivolta nella Slesia.
Una terza forma operò nei territori dell'Europa centrale ed orientale prima e dopo l'inizio della seconda guerra mondiale, in particolare in Polonia, nella città libera di Danzica, in Cecoslovacchia e in Ucraina. Questa nuova organizzazione delle Selbstschutz assunse un carattere nazista.
Nel 1938, una campagna fu avviata dalla locale Selbstschutz nel Sudetenland cecoslovacco per soggiogare i cechi locali prima della conferenza di Monaco. Durante l'invasione della Polonia del 1939, un certo numero di unità simili condusse azioni di sabotaggio dirette dagli emissari addestrati nella Germania nazista. Questi gruppi furono ufficialmente fusi in un'unica organizzazione, il Volksdeutscher Selbstschutz (Forza di autodifesa) di oltre 100.000 uomini. Presero parte alla lotta contro i polacchi come quinta colonna, ma servirono anche come forze ausiliarie di Gestapo, SS e SD durante le prime fasi dell'occupazione della Polonia, e aiutarono l'amministrazione nazista nelle neonate Reichsgau Danzig-Westpreußen e Reichsgau Wartheland. Servirono inoltre come controllori locali, informatori e membri delle squadre di esecuzione particolarmente attivi nell'ondata di omicidi di massa dell'intellighenzia polacca durante l'operazione Tannenberg oltre che in atrocità  locali e vendette personali. Le uccisioni di polacchi ed ebrei attribuite specificamente ai membri della Volksdeutsche Selbstschutz sono stimate in un minimo di 10.000 uomini, donne e bambini. La forza fu sciolta nell'inverno 1939/40 e la maggior parte dei suoi membri si unì alle SS tedesche o Gestapo entro la primavera dell'anno successivo.

## Unità del primo dopoguerra
Dopo l'occupazione dell'Ucraina da parte delle forze tedesche e austro-ungariche nel 1918, le autorità di occupazione tedesche aiutarono a stabilire unità Selbtschutz tratte dalle numerose comunità etniche tedesche nell'Ucraina meridionale. Le unità Selbstschutz aiutarono a servire gli interessi di sicurezza tedeschi in Ucraina a seguito del Trattato di Brest-Litovsk. I mennoniti russi furono inclusi in questo programma e alcuni membri furono prelevati dalle colonie mennonite di Molotschna e Chortitza per l'addestramento con gli armamenti forniti dall'esercito imperiale tedesco. Prima della fine dell'occupazione, i soldati tedeschi supervisionarono la creazione di diverse unità Selbstschutz, lasciando armi, munizioni e alcuni ufficiali al comando dei gruppi. Insieme a una vicina colonia tedesca luterana, i giovani di Molotschna formarono venti compagnie per un totale di 2.700 fanti e 300 cavalieri. Durante la guerra civile russa, queste forze riuscirono a trattenere le forze dell'anarchico Nestor Makhno fino al marzo 1919. I gruppi di autodifesa furono infine sopraffatti e costretti a ritirarsi e a sciogliersi quando i partigiani di Makhno furono rinforzati dalle unità dell'Armata Rossa. Con il progredire della guerra civile russa, alcuni mennoniti furono integrati nei battaglioni etnici dell'esercito volontario russo.
Il tentativo di difendere i villaggi si allontanò dal tradizionale insegnamento mennonita della non-resistenza e fu disapprovato da molti coloni, mentre altri consideravano il crollo dell'effettiva autorità governativa come una giustificazione sufficiente per la creazione di unità di autodifesa. Questo sentimento fu rafforzato dalle orribili atrocità commesse dalle bande anarchiche contro le comunità mennonite.
Mentre le unità Selbstschutz ebbero un certo successo nel proteggere le comunità mennonite da ulteriori atrocità e nel fornire il tempo alla popolazione civile di fuggire nelle aree controllate dalle forze russe bianche, l'abbandono della non-resistenza si rivelò molto controverso: alcuni credevano infatti che le azioni di autodifesa potessero aver infiammato le atrocità anarchiche commesse contro i civili mennoniti. Di conseguenza, le successive conferenze e delegazioni della chiesa hanno ufficialmente condannato le misure di autodifesa come un "grave errore".

## Slesia e Polonia
La milizia Selbstschutz fu attiva anche in Slesia nella zona dei conflitti tra polacchi e tedeschi. Nel 1921, le sue unità organizzate resistettero alla ribellione polacca nella terza rivolta slesiana, rivolta che mirava a separare l'Alta Slesia dalla Germania.

## Seconda guerra mondiale

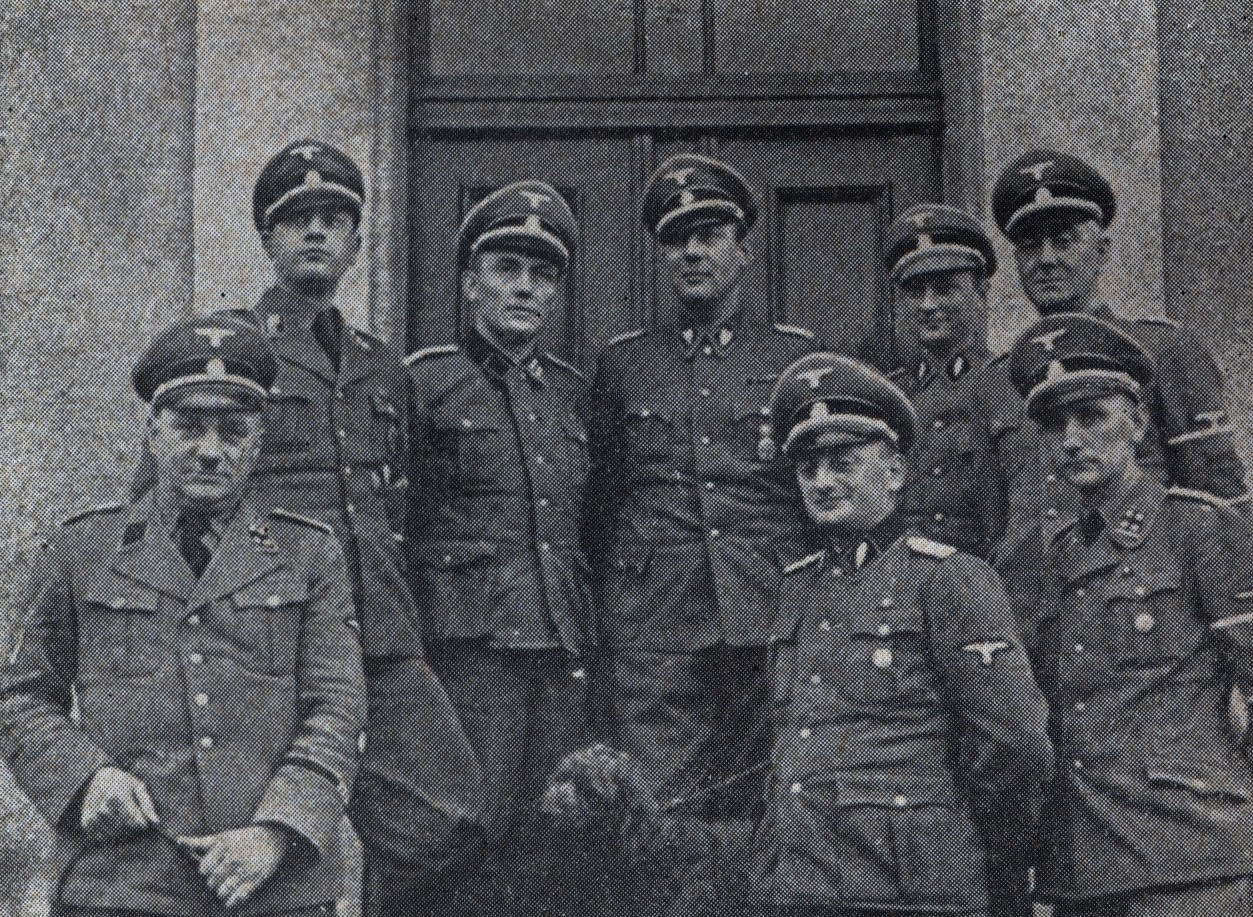
I capi di Selbstschutz pronti per la SS-Aktionen in Pomerania Orientale

Le Selbstschutz furono reintrodotte alla fine degli anni '30 in Polonia e Cecoslovacchia. Gli attivisti delle Selbstschutz lavorarono per indottrinare i tedeschi etnici a livello locale e commettere atti di terrorismo contro la popolazione ceca nel territorio dei Sudeti.
Nel periodo tra le due guerre, le organizzazioni della minoranza tedesca in Polonia includevano il Jungdeutsche Partei (Partito dei giovani tedeschi), il Deutsche Vereinigung (Unione tedesca), il Deutscher Volksbund (Unione dei popoli tedeschi) ed il Deutscher Volksverband (Unione dei popoli tedeschi). Tutti collaborarono attivamente con la Germania nazista nello spionaggio antipolacco, nel sabotaggio, nelle provocazioni e nell'indottrinamento politico; mantennero stretti contatti e furono diretti da NSDAP (Partito nazista), Auslandsorganisation (Organizzazione per gli affari esteri), Gestapo (Polizia segreta), SD (Servizio di sicurezza) e Abwehr (il servizio di intelligence tedesca).
Nell'ottobre 1938, gli agenti dell'SD stavano organizzando le Selbstschutz in Polonia. I tedeschi etnici con cittadinanza polacca furono addestrati nel Terzo Reich in vari metodi di sabotaggio e tattiche di guerriglia. Già prima della guerra, gli attivisti delle Selbstschutz dalla Polonia aiutarono a organizzare le liste di polacchi che in seguito sarebbero stati arrestati o giustiziati nell'operazione Tannenberg.
Con l'inizio dell'invasione della Polonia il 1 settembre 1939, le unità Selbstschutz si impegnarono nelle ostilità nei confronti della popolazione e dell'esercito polacchi e compirono operazioni di sabotaggio aiutando l'attacco tedesco contro lo stato polacco. A metà settembre, le attività caotiche e autonome di questa organizzazione furono coordinate dagli ufficiali delle SS. Himmler mise Gustav Berger, un ufficiale di polizia di Offenbach, a capo dell'organizzazione e furono istituiti i comandanti distrettuali nelle zone occupate dall'esercito tedesco: Prussia occidentale, Alta Slesia e Warthegau.
Mentre la leadership delle SS si limitava a supervisionare le operazioni, le unità locali rimasero sotto il controllo di tedeschi etnici che avevano dimostrato il loro impegno all'inizio della guerra.

### Partecipazione a crimini di guerra
Gli appartenenti alle Selbstschutz istituirono alcuni luoghi per i massacri dei polacchi internati. In alcuni casi furono organizzati in luoghi dove la Wehrmacht e l'Ordnungspolizei avevano già stabilito dei campi di concentramento. C'erano 19 di questi luoghi registrati nelle seguenti città polacche: Bydgoszcz, Brodnica, Chełmno, Dorposz Szlachecki, Kamień Krajeński, Karolewo, Lipno, Łobżenica, Nakło, Nowy Wiec vicino a Skarszew, Nowe sulla Vistola, Piastoszyn, Płutowo, Sępólno Krajeńskie, Solec Kujawski, Tuchola, Wąbrzeźno, Wolental vicino a Skórcz e Wyrzysk. La maggior parte dei polacchi arrestati – uomini, donne e giovani – furono assassinati sul posto dalle unità Selbstschutz.
Dopo l'invasione tedesca della Polonia, le Selbstschutz lavorarono insieme agli Einsatzgruppen nell'omicidio di massa dei polacchi etnici. Ad esempio, presero parte ai massacri di Piaśnica, la prima "aktion" di eliminazione dell'intellighenzia polacca: furono assassinati tra i 12.000 e i 16.000 civili. L'Intelligenzaktion aveva lo scopo di eliminare la leadership della Polonia nel paese. Le operazioni di omicidio iniziarono subito dopo l'attacco alla Polonia e durarono dall'autunno del 1939 fino alla primavera del 1940. Come risultato della politica di genocidio nazista, in 10 azioni regionali furono uccisi 60.000 insegnanti polacchi, imprenditori, proprietari terrieri, assistenti sociali, veterani dell'esercito, membri di organizzazioni nazionali, sacerdoti, giudici e attivisti politici. L'Intelligenzaktion fu proseguita dall'operazione tedesca AB-Aktion in Polonia.
Nella Prussia occidentale, l'organizzazione delle Selbstschutz guidata dallo SS-Gruppenführer Ludolf von Alvensleben era forte di 17.667 uomini e il 5 ottobre 1939 aveva già giustiziato 4.247 polacchi. In particolare, Alvensleben si lamentò con gli ufficiali della Selbstschutz che erano stati fucilati troppo pochi polacchi. Gli ufficiali tedeschi gli avevano riferito che solo una frazione dei polacchi era stata "distrutta" nella regione, nonostante il numero totale di quelli giustiziati nella Prussia occidentale durante questa azione fosse di circa 20.000 persone. Un comandante Selbstschutz, Wilhelm Richardt, disse che non voleva costruire grandi campi per i polacchi e nutrirli, e che era un onore per i polacchi fertilizzare il suolo tedesco con i loro cadaveri. C'era un entusiasmo visibile per le attività della Selbstschutz tra coloro che erano coinvolti nell'azione. Solo in un caso un comandante Selbstschutz fu sollevato dal servizio per non essere riuscito a finire il suo lavoro, avendo giustiziato "solo" 300 polacchi.
Il numero totale di membri delle Selbstschutz in Polonia è stimato dagli storici a 82.000 vittime. Fu ordinato lo scioglimento dell'organizzazione il 26 novembre 1939 in favore del servizio con le SS, ma le attività proseguirono fino alla primavera del 1940. Tra i motivi di scioglimento vi furono la corruzione estrema delle Selbstschutz, il comportamento disordinato e i conflitti con altre organizzazioni, nonché l'uso eccessivo della forza.
L'esistenza di una grande organizzazione paramilitare di etnia tedesca con cittadinanza polacca, impegnata in estesi massacri di polacchi etnici, nel corso della guerra contro la Polonia, fu una delle ragioni dell'espulsione dei tedeschi dopo la guerra. Una descrizione del coinvolgimento delle Selbstschutz, resa disponibile dal Museo di Stato polacco di Sztutowo (località dove sorgeva il campo di concentramento di Stutthof), contiene materiale compilato tre anni prima dello scoppio della guerra, affinché le autorità naziste lo utilizzassero successivamente per lo sterminio dei polacchi.